# Come Undone (bài hát của Duran Duran)
"Come Undone" là một bài hát của ban nhạc người Anh Duran Duran. Ca khúc được phát hành vào tháng 3 năm 1993 và là đĩa đơn thứ hai trích từ album Duran Duran (The Wedding Album). Đây cũng là đĩa đơn thứ 24 trong cả sự nghiệp của ban. Với thành công cả về mặt chuyên môn lẫn thương mại được đĩa đơn "Ordinary World" tái khẳng định trước đó, "Come Undone" tiếp tục cho thấy rõ hơn rằng ban nhạc đang tiến thân vào thị trường nghe nhạc dành cho giới trẻ đương đại. Ca khúc trở thành bài hit thứ hai liên tiếp trích từ Wedding Album lọt vào top 10 tại Mỹ, thậm chí từng giành hạng cao nhất – vị trí số 7 trên Billboard Hot 100. Ca khúc còn phổ cập tại Anh và nhiều thị trường quốc tế khác, với các thành tích đạt hạng 2 tại Canada, hạng 8 tại Ý, hạng 9 tại Ireland và hạng 13 tại Anh.

## Personnel
- Simon Le Bon – hát
- Nick Rhodes – keyboard, synth bass
- Warren Cuccurullo – guitar, hát
- John Jones – trống, bass, keyboard, hát
- Tessa Niles – hát đệm

John Taylor không chơi khúc guitar bass trong lúc thu âm ca khúc này, mặc dù vậy anh vẫn là thành viên của ban lúc bấy giờ.

## Xếp hạng
| Bảng xếp hạng (1993)                  | Vị trí cao nhất |
| ------------------------------------- | --------------- |
| Úc (ARIA)                             | 19              |
| Bỉ (Ultratop 50 Flanders)             | 42              |
| Canada Top Singles (RPM)              | 2               |
| Châu Âu (Eurochart Hot 100)           | 34              |
| Phần Lan (Suomen virallinen lista)    | 48              |
| Pháp (SNEP)                           | 26              |
| Đức (GfK)                             | 42              |
| Iceland (Íslenski Listinn Topp 40)    | 13              |
| Ireland (IRMA)                        | 9               |
| Ý (Musica e dischi)                   | 8               |
| New Zealand (Recorded Music NZ)       | 16              |
| Thụy Điển (Sverigetopplistan)         | 21              |
| Anh Quốc (OCC)                        | 13              |
| Hoa Kỳ Billboard Hot 100              | 7               |
| Hoa Kỳ Adult Contemporary (Billboard) | 19              |
| Hoa Kỳ Alternative Songs (Billboard)  | 12              |
| Hoa Kỳ Pop Airplay (Billboard)        | 2               |

| Bảng xếp hạng (1993)         | Vị trí |
| ---------------------------- | ------ |
| Úc (ARIA)                    | 96     |
| Top Singles của Canada (RPM) | 11     |
| Billboard Hot 100 của Mỹ.    | 41     |